# Eudora (Kansas)
Pour les articles homonymes, voir Eudora.
Eudora est une municipalité américaine située dans le comté de Douglas au Kansas. Lors du recensement de 2010, sa population est de 6 136 habitants.

## Géographie
Eudora se trouve à proximité de la confluence de la Kansas avec la Wakarusa.
Selon le Bureau du recensement des États-Unis, la municipalité s'étend en 2010 sur une superficie de 2,94 milles carrés (7,61 km2), dont 0,05 mille carré (0,13 km2) d'étendues d'eau.

## Histoire
La région est habitée par plusieurs tribus amérindiennes avant l'arrivée des Shawnees en 1820, déplacés par le gouvernement fédéral. Les Shawnees vendent leur terre à des immigrés allemands en 1857. Ils nomment alors la localité en l'honneur de la fille du chef shawnee Pascal Fish.
La ville se développe grâce à sa situation sur la route de l'ouest, entre Kansas City et Lawrence.

## Démographie
La population d'Eudora est estimée à 6 329 habitants au 1er juillet 2017.
| Groupe          | Eudora (2016) | Kansas (2017) | États-Unis (2017) |
| --------------- | ------------- | ------------- | ----------------- |
| Blancs          | 85,7          | 86,5          | 76,6              |
| Amérindiens     | 5,6           | 1,2           | 1,3               |
| Afro-Américains | 5,0           | 6,2           | 13,4              |
| Asiatiques      | 2,2           | 3,1           | 5,8               |
| Métis           | 1,5           | 3,0           | 2,7               |
|                 |               |               |                   |
| Hispaniques     | 3,2           | 11,9          | 18,1              |

Le revenu par habitant était en moyenne de 27 168 dollars par an entre 2012 et 2016, en-dessous de la moyenne du Kansas (28 478 dollars) et de la moyenne nationale (29 829 dollars), malgré un revenu médian par foyer supérieur. Sur cette même période, 10,1 % des habitants d'Eudora vivaient sous le seuil de pauvreté (contre 12,1 % dans l'État et 12,7 % à l'échelle des États-Unis).